# Эрнст Людвиг II (герцог Саксен-Мейнингена)
Эрнст Людвиг II Саксен-Мейнингенский (нем. Ernst Ludwig II von Sachsen-Meiningen; 8 августа 1709, Кобург — 24 февраля 1729, Майнинген) — герцог Саксен-Мейнингенский в 1726—1729 годах.

## Биография
Эрнст Людвиг II — сын герцога Эрнста Людвига I и его супруги принцессы Доротеи Марии Саксен-Гота-Альтенбургской. После смерти старшего брата Иосифа Бернхарда 22 марта 1724 года он стал наследным принцем и наследовал своему отцу в Саксен-Мейнингене 24 ноября 1724 года.
Отец Эрнста Людвига ввёл в своих владениях примогенитуру для себя и своих потомков и назначил опекуном своему первенцу своего брата Фридриха Вильгельма и герцога Фридриха II Саксен-Гота-Альтенбургского. Тем самым Эрнст Людвиг намеренно обошёл своего сводного брата Антона Ульриха и спровоцировал новый виток конфликтов в княжеской семье. Антон Ульрих судился по поводу такого решения.
Эрнст Людвиг II умер в 1729 году за год до достижения совершеннолетия. Наследником в Саксен-Мейнингене стал его младший брат Карл Фридрих.